# FBC Heidelberg
Der Floorball Club Heidelberg ist ein Floorball-Verein. Er spielt in der Saison 2024/25 mit einer Herren-Kleinfeld-Mannschaft am Spielbetrieb des Baden-Württembergischem Floorball-Verbandes und im Großfeld der Herren in einer SG mit dem MTV 1846 Gießen in der eFloorball.de-Regionalliga Hessen teil.

## Geschichte
Der Floorball Club Heidelberg wurde als Unihockey Club Heidelberg am 9. Oktober 1998 gegründet. Die Mixed-Mannschaft nahm an verschiedenen Turnieren teil. Die Herrenmannschaft nahm vor der Saison 2002/03 an der Kleinfeld-Liga in der Südregion teil.
In den Saisons 2002/03 bis 2007/08 nahmen die Heidelberger an der Bundesliga teil. Die Mannschaft war eher eine Spielgemeinschaft Heidelberg-Stuttgart und versammelte alle Unihockey-begabten Deutschen und Ausländer der ganzen Region. In der Saison 2003/2004 belegte sie den 3. Platz. Im April 2006 wurde entschieden, dass aus finanziellen Gründen der UC Heidelberg die 1. Bundesliga verlassen wird. Ab der Saison 2006/2007 ging es dann in der Regionalliga Süd weiter.
Eine Damenmannschaft nahm eine Saison an der deutschen Bundesliga teil. Die U-14 Mannschaft gewann 2005 die deutsche Kleinfeldmeisterschaft.
Die Umbenennung in Floorball Club Heidelberg erfolgte im Juni 2013.
| Die Saisons der Großfeldmannschaft als Unihockey Club Heidelberg | Die Saisons der Großfeldmannschaft als Unihockey Club Heidelberg | Die Saisons der Großfeldmannschaft als Unihockey Club Heidelberg |
| Saison                                                           | Liga                                                             | Platzierung                                                      |
| ---------------------------------------------------------------- | ---------------------------------------------------------------- | ---------------------------------------------------------------- |
| 2002/03                                                          | 1. Bundesliga                                                    | 4. Platz                                                         |
| 2003/04                                                          | 1. Bundesliga                                                    | 3. Platz                                                         |
| 2004/05                                                          | 1. Bundesliga                                                    | 5. Platz                                                         |
| 2005/06                                                          | 1. Bundesliga                                                    | 5. Platz                                                         |
| 2006/07                                                          | Regionalliga Süd                                                 | 1. Platz                                                         |
| 2007/08                                                          | Regionalliga Süd                                                 | 1. Platz                                                         |
| 2008/09                                                          | Regionalliga Süd                                                 | 1. Platz                                                         |

Die Kleinfeldmannschaft wurde in der Saison 2021/22 Süddeutscher Meister, womit sie sich zugleich erstmals für die Deutsche Meisterschaft im Kleinfeld qualifizieren konnte. 2022/23 konnte der FBC dies wiederholen und errang den 7. Platz bei der Endrunde. Die Saison darauf kam das Team nach der Staffelmeisterschaft nicht über einen vierten Platz bei Süddeutschen Meisterschaft hinaus.
Zur Saison 2022/23 wurde wieder eine Großfeldmannschaft gemeldet. In den ersten beiden Saisons mit dem FC Phönix Mannheim und seit 2024 mit dem MTV 1846 Gießen, weshalb das Team im Spielbetrieb des Floorball Verband Hessens teilnimmt.
| Die Saisons der Großfeldmannschaft als Floorball Club Heidelberg | Die Saisons der Großfeldmannschaft als Floorball Club Heidelberg | Die Saisons der Großfeldmannschaft als Floorball Club Heidelberg |
| Saison                                                           | Liga                                                             | Platzierung                                                      |
| ---------------------------------------------------------------- | ---------------------------------------------------------------- | ---------------------------------------------------------------- |
| 2022/23                                                          | Regionalliga Süd Staffel BW                                      | 5. Platz                                                         |
| 2023/24                                                          | Regionalliga Süd Staffel BW                                      | 5. Platz                                                         |
| 2024/25                                                          | e-Floorball.de-Regionalliga Hessen                               |                                                                  |